# Anna Elisabeth Luise von Brandenburg-Schwedt

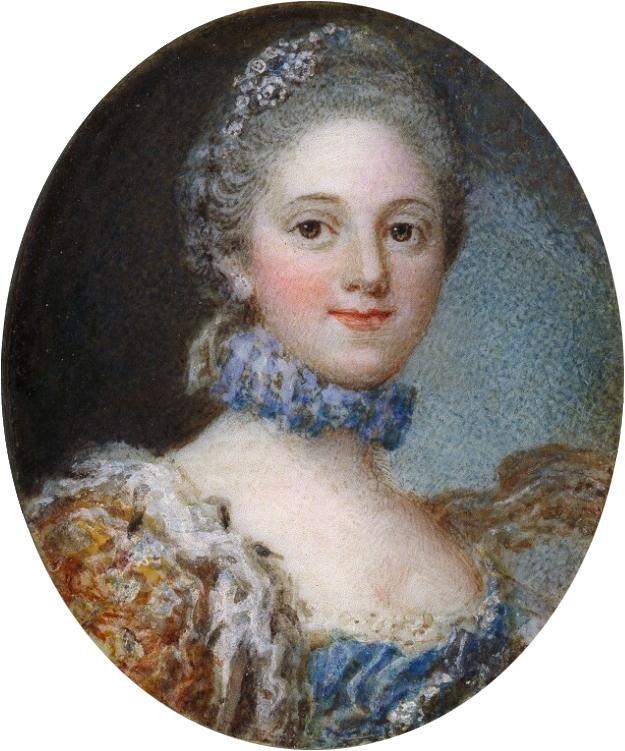
Luise von Brandenburg-Schwedt, Prinzessin von Preußen

Anna Elisabeth Luise von Brandenburg-Schwedt (* 22. April 1738 in Schwedt; † 10. Februar 1820 in Berlin) war eine Prinzessin von Brandenburg-Schwedt und durch Heirat Prinzessin von Preußen.

## Leben
Luise war eine Tochter des Markgrafen Friedrich Wilhelm von Brandenburg-Schwedt (1700–1771) aus dessen Ehe mit Sophie Dorothea Marie von Preußen (1719–1765), einer Schwester von Friedrich dem Großen.
Sie heiratete am 27. September 1755 im Schloss Charlottenburg ihren Onkel Prinz Ferdinand von Preußen (1730–1813). Luise wurde als schön, geistreich und liebenswürdig beschrieben. Eine ihrer Hofdamen, Amalie von Gallitzin, wurde berühmt. Ferdinand ließ 1801 in seinem Schloss Bellevue für seine Gemahlin eine Meierei anlegen.

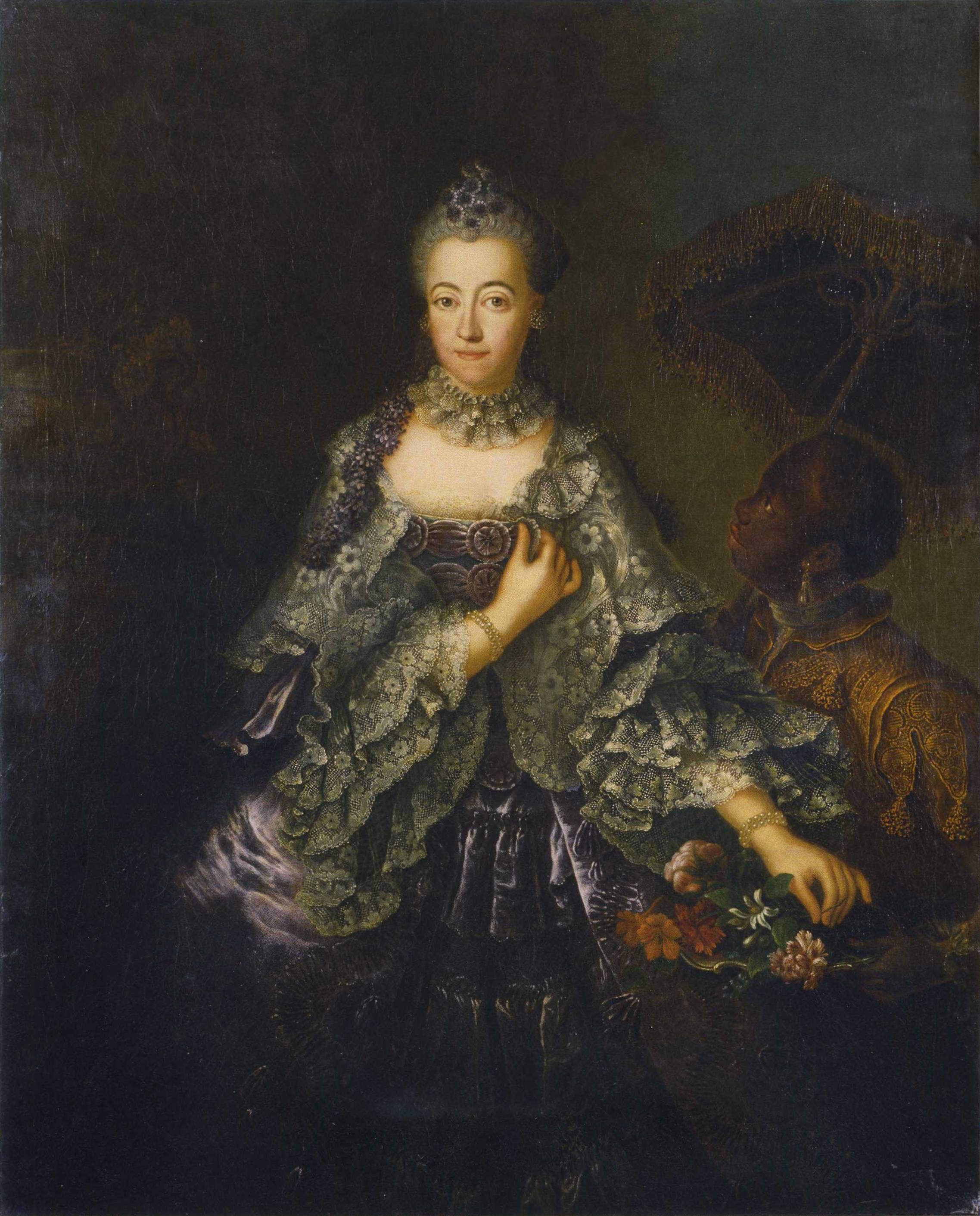
Anna Elisabeth Luise von Preußen

Luise starb im hohen Alter und galt in Berlin als Relikt aus friderizianischen Zeiten als Original. Die Berufung des Ernst Ludwig Heim zu ihrem Leibarzt wurde zur Anekdote. Luise ist im Berliner Dom bestattet. Sie hatte bis zu ihrem Tod fünf ihrer Kinder überlebt.

## Nachkommen
Luise hatte sieben Kinder, wobei mit Ausnahme des ältesten Kindes Graf Friedrich Wilhelm Carl von Schmettau als Vater ihrer Kinder angenommen wird:
- Friederike (1761–1773)
- Heinrich (1769–1773)
- Luise (1770–1836)

⚭ 1796 Fürst Anton Radziwiłł (1775–1833)
- Christian (1771–1790)
- Louis Ferdinand (1772–1806)
- Paul (*/† 1776)
- August (1779–1843)